# Sunset Sound Recorders
Sunset Studios é um estúdio de gravação localizado na cidade de Los Angeles, nos Estados Unidos, no bairro de Hollywood, já usado por bandas como Led Zeppelin, The Beatles e muitos outros.